# Neoklassisk nationalekonomi
Neoklassisk nationalekonomi är en teoribildning inom nationalekonomi vars genombrott traditionellt anges ha ägt rum runt 1870. Den kallas ibland även marginalism på grund av de marginalistiska resonemangens centrala betydelse. Den neoklassiska nationalekonomin har under 1900-talet varit, och är i samtiden närmast det ensidigt dominerande perspektivet inom nationalekonomin. Douglas C. North, som fått Sveriges Riksbanks pris i ekonomisk vetenskap till Alfred Nobels minne, har bland annat hävdat "Att överge den neoklassiska teorin är att överge nationalekonomin som vetenskap."

## Teori
Med neoklassisk nationalekonomi åsyftas ett allmänt samhällsekonomiskt synsätt som fokuserar på fastställandet av priser, produktion och inkomster i marknader genom utbud och efterfrågan. Med andra ord: det som avgör vad som ska produceras är marginalintäkten, det som avgör vad människor köper är marginalnyttan, det som avgör huruvida det enskilda företaget ska anställa är marginalprodukten och så vidare. Några av de mest framträdande pionjärerna inom den neoklassiska skolan var engelsmannen Stanley Jevons, österrikaren Carl Menger och fransmannen Léon Walras. De tidiga neoklassikerna övergav helt och hållet klassikernas arbetsvärdeteori, teorin om att varors bytesvärde (priset på marknaden) i någon grad av mängden av människors arbete som utnyttjats för att producera dem. Istället betonade man efterfrågan på varorna som avgörande. Senare modifierades detta till en analys som tog hänsyn till både produktion och efterfråga. Den neoklassiska värdeläran är alltså helt subjektiv.

## Historia
Termen "neoklassisk" användes först av ekonomen Thorstein Veblen i en artikel år 1900. Han använde termen för att betona likheten mellan de klassiska ekonomerna och den modernare Alfred Marshall. Veblen ansåg att de vilade på en gemensam utilitaristisk grund och att de båda utgick ifrån att människor agerar hedonistiskt, det vill säga söker efter största möjliga lusttillfredsställelse. Med tiden kom termen dock att användas synonymt med marginalistisk analys.

## Kritik
Bland annat matematikern Claus Peter Ortlieb har kritiserat den neoklassiska ekonomisk teoribildningen, och menar rent av att ekonomi inte alls är en vetenskap.
| ” | "Åtminstone när det gäller den neoklassiska doktrinen måste man nog snarare tala om en vetenskapligt förklädd ideologi. När jag läser läroböcker i ekonomi finner jag regelbundet att den kapitalistiska ekonomins verklighet inte alls återspeglas. Istället hälls deras egna ideologiska fördomar in i matematiska modeller och dessa läggs helt enkelt på verkligheten. På detta sätt har dock ekonomins ämne i slutändan övergivit sitt objekt och har strängt taget förlorat sin vetenskapliga status." | „ |
| – Claus Peter Ortlieb, https://www.faz.net/aktuell/gesellschaft/oekonomie-ist-eigentlich-keine-wissenschaft-11418489.html | |   |